# 夏川椎菜
夏川椎菜（日语：／ Natsukawa Shiina，1996年7月18日—）是一名日本千葉縣出身的女性聲優，隷屬於Music Ray'n。

## 來歷
於2011年Music Ray'n主辦的「第2回ミュージックレインスーパー声優オーディション」中合格，開始進行聲優活動。
2015年，与同为Music Ray'n所属的麻倉桃、雨宫天一起组成了声优组合「TrySail」开始活动。
2017年1月21日，宣布發行首張個人單曲『グレープフルーツムーン』歌手出道。
愛稱原為「シーナンス」，原因是麻倉桃和雨宮天在取愛稱時認為夏川椎菜的名字跟精靈寶可夢的果然翁的叫聲「ソーナンス」很像所以取了「シーナンス」，
一個月後被簡化為「ナンス」。
有養貓和狗。也是《魔法少女小圓》的忠實影迷。
2020年4月17日，開設417P頻道417Pチャンネル （页面存档备份，存于）並每周一上傳新影片。
2021年4月17日，將 417Pチャンネル 改為 夏川椎菜 Official YouTube Channel （页面存档备份，存于） 並停止週更。
2021年10月1日，開設官方Twitter帳號 夏川椎菜 Artist Official （页面存档备份，存于）。

## 參與作品
※粗體字為主要角色。

### 電視動畫
2012年
- 鄰座的怪同學（女學生D）
- 偶像學園第一部（平坂彩、黑澤滿、柚木奈奈）

2013年
- 寶石寵物 Happiness（學生）
- 科學超電磁砲S（女孩）
- 銀之匙（女學生A）
- 靈裝戰士（廣播聲）
- 偶像學園第二部（相馬紀理子）
- 我要成為世界最強偶像（觀客）

2014年
- 魔女的使命（宇津木環那[9]）
- 一週的朋友（山里）
- 普通女高中生要做當地偶像（寺崎小豆）
- Pripara（みるく）
- 精靈使的劍舞（メイナス）
- 天體運行式（古宮乃乃香[10]）
- 四月是你的謊言（少女#8、抱著玩偶的女孩#10）

2015年
- ALDNOAH.ZERO 第2季（蕾穆莉娜·沃斯·安沃斯）
- 電波教師（萌美、女高中生、結衣）
- Classroom☆Crisis（上永谷亞紀[11]）
- 迷糊餐廳 第三期（美月的同僚）
- 魔物娘的同居日常（博爾特）

2016年
- Dimension W －第四次元－（百合崎莓）
- 高校艦隊（岬明乃[12]）
- 文豪Stray Dogs 第2期（銀）

2017年
- 亞人醬有話要說（日下部雪）
- Re:CREATORS（星河希卡由[13]）

2019年
- Endro～！（賽拉〈艾蕾諾瓦爾·塞蘭〉[14]）
- 文豪Stray Dogs 第3期（銀）
- 星合之空（雨野奈美惠[15]）

2020年
- 魔法紀錄 魔法少女小圓外傳（由比鶴乃[16]）

2021年
- 文豪Stray Dogs 汪！（銀）
- IDOLY PRIDE（奧山堇[17]）
- 魔法紀錄 魔法少女小圓外傳 2nd SEASON -覺醒前夜-（由比鶴乃）

2022年
- 作為女主角！～被討厭的女主角與秘密的工作～（成海萌奈[18]）
- 魔法紀錄 魔法少女小圓外傳 Final SEASON -淺夢初醒-（由比鶴乃[19]）

2023年
- 文豪Stray Dogs 第4期（銀）

2024年
- 吹響吧！上低音號3（釜屋雀[20]）

### OVA
2015年
- 天體運行式（古宮乃乃香[21]）

2017年
- 高校艦隊（岬明乃）
- 亞人醬有話要說（日下部雪）

### 動畫電影
2014年
- 偶像大師 劇場版 前往光輝的另一端！（望月杏奈[22]）

2020年
- 劇場版 高校艦隊（岬明乃）

### 遊戲
2013年
- 偶像大師 百萬人演唱會！（望月杏奈[23]）

2014年
- 自由戰爭（瑪麗·阿爾瑪·米蘭[24]）

2015年
- 美少女戰車隊（望月杏奈[25]）
- 學園號角曲（白本花梨）

2016年
- 嫁Colle（岬明乃）

2017年
- 魔物娘☆後宮（日下部雪[26]）
- 偶像大師 百萬人演唱會！劇場時光（望月杏奈）
- 戰艦世界（岬明乃[27]）
- 魔法紀錄 魔法少女小圓外傳（由比鶴乃）
- 妖怪百鬼夜行〜極〜（日下部雪[28]）

2018年
- PROJECT AQUA（賽希莉亞·拉·彼得、塔露露·克洛切特）
- DESTINY CHILD（希特莉[29]）

2019年
- 高校艦隊 艦隊戰鬥大危機！（岬明乃）
- TRINITY SEVEN -夢幻圖書館與第7個太陽-（服部林檎[30]）
- 東方大炮彈（橙）

2020年
- 寶可夢大師（琉琪亞）
- HoneyWorks Premium Live（mona）

2021年
- 符文工廠5（妃那）
- IDOLY PRIDE（奧山堇）
- 偶像大師 POP LINKS（望月杏奈）
- 蒼焰的艦隊（岬明乃）

2022年
- 刀劍神域Unleash Blading（望月杏奈）
- ANONYMOUS;CODE（愛咲桃）

### 吹替
2025年
- 白色闪电（张若饴[31]）

### 廣播劇CD
2014年
- PERFECT IDOL THE MOVIE（望月杏奈）
- 普通女高中生要做當地偶像『ろこどるサミットやってみた』（寺崎小豆）※單行本第3卷附贈廣播劇CD特装版[32]

2016年
- 高校艦隊 迷你劇場「料理的大危機！」（岬明乃[33]）

2018年
- 魔法紀錄 魔法少女小圓外傳 Music Collection 廣播劇「嗯，去水德湯吧！」（由比鶴乃）

2019年
- Endro～！（賽拉〈艾蕾諾瓦爾·塞蘭〉）※Blu-ray第1・3卷特典

### 廣播節目
- TrySail的TRYangle harmony（日语：TrySailのTRYangle harmony）（超!A&G+、2014年1月7日 - ）
- 天體運行式放送局（2014年－2015年、音泉、Lantis web radio、HiBiKi Radio Station）
- 明乃與真白的高校艦隊廣播 晴風艦内放送（2016年，NICONICO直播、HiBiKi Radio Station）[34]
- MOMO、SORA、SHIINA Talking Box（2018年－，文化放送）
- 夏川椎菜的CultureZ（日语：CultureZ）（2021年－，文化放送）

### 廣播CD
- 廣播CD 天體運行式放送局 Vol.1－2（2015年）
- TRYangle harmony RADIO FANDISK 1－3（2014年－2015年）
- TrySail的TRYangle harmony RADIO FANDISK 1－12（2015年－2020年）
- 廣播CD「亞人醬有話要說」Vol.1（2017年）

### 影像商品
- THE IDOLM@STER M@STERS OF IDOL WORLD!!2014（2014年）[35]
- THE IDOLM@STER MILLION LIVE! 1stLIVE HAPPY☆PERFORM@NCE!! Blu-ray（2014年）[36][37]
- THE IDOLM@STER MILLION LIVE! 2ndLIVE ENJOY H@RMONY!! Live Blu-ray（2015年）[38]
- THE IDOLM@STER M@STER OF IDOL WORLD!!2015 Live Blu-ray Day2（2016年）[39]
- THE IDOLM@STER MILLION LIVE! 3rdLIVE TOUR BELIEVE MY DRE@M!! LIVE Blu-ray（2016年）[40][41][42][43][44]
- THE IDOLM@STER MILLION LIVE! 4thLIVE TH@NK YOU for SMILE! LIVE Blu-ray（2018年）[45][46]
- THE IDOLM@STER MILLION LIVE! 5thLIVE BRAND NEW PERFORM@NCE!!! LIVE Blu-ray（2019年）[47]
- THE IDOLM@STER MILLION LIVE! 6thLIVE TOUR UNI-ON@IR!!!! LIVE Blu-ray Angel STATION @SENDAI（2020年）[48]

### 其他
- 自由戰爭（潘娜[49]）
- 刺客守則（2016年－2017年，音頻劇）飾演 梅莉達[50]
- 魔女的使命（2016年，彈珠機）飾演 宇津木環那[51]
- 偶像大師 百萬人演唱會！劇場時光「箱崎星梨花篇」、「望月杏奈篇」（2018年，電視廣告、實際演出）[52]
- 魔法紀錄 魔法少女小圓外傳（2018年－2019年，電視廣告、實際演出）[53]
- SLOT高校艦隊（2018年，彈珠機）飾演 岬明乃

## 音樂作品

### 單曲
|            | 發售日        | 標題                           | 規格產品編號 | 規格產品編號 | 規格產品編號 | Oricon 最高排名 | 首周銷量 | 累計銷量 |
| 初回限定盤 | 發售日        | 標題                           | 通常盤       | 期間限定盤   |              | Oricon 最高排名 | 首周銷量 | 累計銷量 |
| ---------- | ------------- | ------------------------------ | ------------ | ------------ | ------------ | --------------- | -------- | -------- |
| 1st        | 2017年4月5日  | グレープフルーツムーン         | SMCL-471/2   | SMCL-473     | 不適用       | 7位             | 11,730張 | 12,530張 |
| 2nd        | 2017年8月30日 | フワリ、コロリ、カラン、コロン | SMCL-501/2   | SMCL-503     | SMCL-504     | 14位            | 9,106張  | 9,753張  |
| 3rd        | 2018年7月18日 | パレイド                       | SMCL-549/50  | SMCL-551     | 不適用       | 10位            | 12,807張 | 13,760張 |
| EP         | 2019年9月25日 | Ep01                           | SMCL-620/1   | SMCL-622     | 不適用       | 13位            | 9,500張  | 10,215張 |
| 4th        | 2020年9月9日  | アンチテーゼ                   | SMCL-647/8   | SMCL-649     | 不適用       | 6位             | 7,008張  |          |
| 5th        | 2021年1月6日  | クラクトリトルプライド         | SMCL-686/7   | SMCL-688     | 不適用       | 6位             | 5,763張  | 6,196張  |
| 6th        | 2022年11月9日 | ササクレ                       | SMCL-786/7   | SMCL-788     | 不適用       | 16位            | 4,050張  |          |
| 7th        | 2023年5月17日 | ユエニ                         | SMCL-816/7   | SMCL-818     | 不適用       | 15位            | 3,542張  |          |

### 專輯
| 枚  | 發售日        | 標題         | 規格編號       | 規格編號     | 規格編號      | 規格編號 | 最高位 | 首周銷量 | 累計銷量 |
| 枚  | 發售日        | 標題         | 完全生產限定盤 | 初回盤 CD+BD | 初回盤 CD+DVD | 通常盤   | 最高位 | 首周銷量 | 累計銷量 |
| --- | ------------- | ------------ | -------------- | ------------ | ------------- | -------- | ------ | -------- | -------- |
| 1st | 2019年4月17日 | ログライン   | 不適用         | SMCL-594/5   | SMCL-596/7    | SMCL-598 | 8位    | 11,375張 | 11,962張 |
| 2nd | 2022年2月9日  | コンポジット | SMCL-747/9     | SMCL-750/1   | 不適用        | SMCL-752 | 9位    | 6,858張  |          |

### 線上限定單曲
| 發售日        | 標題                  |
| ------------- | --------------------- |
| 2022年1月11日 | Ep02-1 チュートリアル |
| 2022年1月18日 | Ep02-2 ボスラッシュ   |
| 2022年1月24日 | Ep02-3 レアドロップ   |
| 2022年1月31日 | Ep02-4 オーバーキル   |

### 影像作品
| 枚  | 發售日         | 標題                                          | 規格編號  | 規格編號 |
| 枚  | 發售日         | 標題                                          | 初回盤BD  | 通常盤BD |
| --- | -------------- | --------------------------------------------- | --------- | -------- |
| 1st | 2020年4月15日  | 夏川椎菜 1st Live Tour 2019 プロットポイント  | SMXL-15/6 | SMXL-17  |
| 2nd | 2021年6月23日  | 夏川椎菜「417Pちゃんねる うるとらすぺしゃる」 | 不適用    | SMXL-18  |
| 3rd | 2022年11月30日 | 夏川椎菜 2nd Live Tour 2022 MAKEOVER          | SMXL-27/8 | SMXL-29  |

### 商業搭配
| 歌曲 | 商業搭配                             | 年份   |
| ---- | ------------------------------------ | ------ |
|      | 電視節目《アニ☆ステ》4月度片尾曲     | 2017年 |
|      | 電視動畫《噗利噗利奇》2nd片頭曲      | 2017年 |
|      | 朝日電視台系《musicるTV》9月度片頭曲 | 2019年 |

### 角色歌
| 發售日   | 標題                                                              | 名義 | 樂曲 | 備註                                            |
| 2013年   | 2013年                                                            | 2013年 | 2013年 | 2013年                                          |
| -------- | ----------------------------------------------------------------- | --- | --- | ----------------------------------------------- |
| 4月24日  | THE IDOLM@STER LIVE THE@TER PERFORMANCE 01 Thank You!             | 765 MILLIONSTARS | 「Thank You!」 | 遊戲《偶像大師 百萬人演唱會！》主題曲           |
| 4月24日  | THE IDOLM@STER LIVE THE@TER PERFORMANCE 01 Thank You!             | 765THEATER ALLSTARS | 「Thank You! （765THEATER ver.）」 | 遊戲《偶像大師 百萬人演唱會！》主題曲           |
| 6月26日  | THE IDOLM@STER LIVE THE@TER PERFORMANCE 03                        | 望月杏奈（夏川椎菜） | 「Happy Darling」 | 遊戲《偶像大師 百萬人演唱會！》角色歌           |
| 6月26日  | THE IDOLM@STER LIVE THE@TER PERFORMANCE 03                        | 我那霸響（沼倉愛美）、春日未來（山崎遙）、豐川風花（末柄里恵）、望月杏奈（夏川椎菜）、橫山奈緒（渡部優衣） | 「PRETTY DREAMER」 | 遊戲《偶像大師 百萬人演唱會！》角色歌           |
| 2014年   |                                                                   | | |                                                 |
| 2月5日   | ウィッチ☆アクティビティ                                           | KMM團 | 「ウィッチ☆アクティビティ」 「Saturday Night Witches」 | 電視動畫《魔女的使命》片尾曲                    |
| 7月23日  | ウィッチクラフトワークス キャラクターソングアルバム               | KMM團 | 「KMM団団員番号のうた。 - Numbers」 「MimiLove-Maximum - 獣耳な魔女」 「Saturday Night Witches Pocket Cut Mix」 「KMM団団員番号のうた。リプライズ - KMM's Counter Attack」 | 電視動畫《魔女的使命》角色歌                    |
| 7月30日  | THE IDOLM@STER LIVE THE@TER PERFORMANCE 02                        | [ 成员 4 ] | 「Growing Storm!」 「Welcome!!」 | 遊戲《偶像大師 百萬人演唱會！》相關歌曲         |
| 7月30日  | THE IDOLM@STER LIVE THE@TER PERFORMANCE 02                        | 望月杏奈（夏川椎菜） | 「VIVID イマジネーション」 | 遊戲《偶像大師 百萬人演唱會！》相關歌曲         |
| 11月     | THE IDOLM@STER LIVE THE@TER SELECTION CD                          | 望月杏奈（夏川椎菜） | 「Sentimental Venus」 | 遊戲《偶像大師 百萬人演唱會！》相關歌曲         |
| 11月     | THE IDOLM@STER LIVE THE@TER SELECTION CD                          | 望月杏奈（夏川椎菜）、七尾百合子（伊藤美來）、北澤志保（雨宮天）、馬場木實（高橋未奈美）、艾米莉·斯圖亞特（郁原優）                                                                                                  | 「Thank You!」 | 遊戲《偶像大師 百萬人演唱會！》相關歌曲         |
| 2015年   |                                                                   | | |                                                 |
| 2月11日  | 天體運行式 角色歌專輯                                             | 古宮乃乃香（夏川椎菜） | 「」 | 電視動畫《天體運行式》相關歌曲                  |
| 4月4日   | THE IDOLM@STER LIVE THE@TER SOLO COLLECTION Vol.01                | 望月杏奈（夏川椎菜） | 「PRETTY DREAMER」 | 遊戲《偶像大師 百萬人演唱會！》相關歌曲         |
| 7月18日  | THE IDOLM@STER LIVE THE@TER SOLO COLLECTION Vol.02                | 望月杏奈（夏川椎菜） | 「Growing Storm!」 | 遊戲《偶像大師 百萬人演唱會！》相關歌曲         |
| 8月12日  | 偶像大師 百萬人演唱會！ 第2卷 特別版原創CD                        | 望月杏奈（夏川椎菜）、箱崎星梨花（麻倉桃） | 「」 | 漫畫《偶像大師 百萬人演唱會！》相關歌曲         |
| 9月30日  | THE IDOLM@STER LIVE THE@TER DREAMERS 01 Dreaming!                 | MILLION ALLSTARS | 「Welcome!!」 | 遊戲《偶像大師 百萬人演唱會！》相關歌曲         |
| 10月28日 | THE IDOLM@STER LIVE THE@TER DREAMERS 02                           | 天海春香（中村繪里子）、春日未來（山崎遙）、北上麗花（平山笑美）、北澤志保（雨宮天）、茱莉亞（愛美）、高槻彌生（仁後真耶子）、所惠美（藤井幸代）、七尾百合子（伊藤美來）、望月杏奈（夏川椎菜）、矢吹可奈（木戶衣吹） | 「Dreaming!」 | 遊戲《偶像大師 百萬人演唱會！》相關歌曲         |
| 10月28日 | THE IDOLM@STER LIVE THE@TER DREAMERS 02                           | 望月杏奈（夏川椎菜）、七尾百合子（伊藤美来） | 「成長Chu→LOVER!!」 | 遊戲《偶像大師 百萬人演唱會！》相關歌曲         |
| 2016年   |                                                                   | | |                                                 |
| 1月30日  | THE IDOLM@STER LIVE THE@TER SOLO COLLECTION Vol.03 Vocal Edition  | 望月杏奈（夏川椎菜） | 「成長Chu→LOVER!!」 | 遊戲《偶像大師 百萬人演唱會！》相關歌曲         |
| 2月24日  | 電波教師 7 完全生產限定版 Blu-ray Disc/DVD 特典CD                 | 櫛名田萌美（夏川椎菜） | 「」 | 電視動畫《電波教師》插入曲                      |
| 4月6日   | わたしたち記念日                                                  | 岬明乃（夏川椎菜）、知名萌香（雨宮天） | 「」 | 電視動畫《高校艦隊》相關歌曲                    |
| 2017年   |                                                                   | | |                                                 |
| 2月1日   | Witch Craft Works THE BEST ～日本語盤～                           | KMM團 | 「KEMOMIMISM」 「〜[k]momimi NON STOP Ver.2.0HD〜」 | 電視動畫《魔女的使命》相關歌曲                  |
| 3月10日  | THE IDOLM@STER LIVE THE@TER SOLO COLLECTION 04 Sunshine Theater   | 望月杏奈（夏川椎菜） | 「NO CURRY NO LIFE」 | 遊戲《偶像大師 百萬人演唱會！》相關歌曲         |
| 3月22日  | 亞人醬有話要說 1 特典CD：角色歌集                                 | 日下部雪（夏川椎菜） | 「」 | 電視動畫《亞人醬有話要說》相關歌曲              |
| 7月26日  | THE IDOLM@STER MILLION THE@TER GENERATION 01 Brand New Theater!   | 765 MILLION ALLSTARS | 「Brand New Theater!」 | 遊戲《偶像大師 百萬人演唱會！劇場時光》主題曲   |
| 7月26日  | THE IDOLM@STER MILLION THE@TER GENERATION 01 Brand New Theater!   | 765 MILLION ALLSTARS | 「Dreaming!」 | 遊戲《偶像大師 百萬人演唱會！劇場時光》相關歌曲 |
| 12月6日  | THE IDOLM@STER MILLION LIVE! M@STER SPARKLE 04                    | 望月杏奈（夏川椎菜） | 「ENTER→PLEASURE」 | 遊戲《偶像大師 百萬人演唱會！劇場時光》相關歌曲 |
| 12月27日 | THE IDOLM@STER MILLION THE@TER GENERATION 03                      | Angel Stars | 「Angelic Parade♪」 | 遊戲《偶像大師 百萬人演唱會！劇場時光》相關歌曲 |
| 12月27日 | THE IDOLM@STER MILLION THE@TER GENERATION 03                      | Angel Stars | 「Brand New Theater!」 | 遊戲《偶像大師 百萬人演唱會！劇場時光》相關歌曲 |
| 2018年   |                                                                   | | |                                                 |
| 4月4日   | THE IDOLM@STER MILLION LIVE! M@STER SPARKLE 08                    | 765 MILLION ALLSTARS | 「Brand New Theater!」 | 遊戲《偶像大師 百萬人演唱會！》相關歌曲         |
| 6月2日   | THE IDOLM@STER LIVE THE@TER SOLO COLLECTION 06 エンジェルスターズ | 望月杏奈（夏川椎菜） | 「Brand New Theater!」 | 遊戲《偶像大師 百萬人演唱會！》相關歌曲         |
| 8月29日  | THE IDOLM@STER MILLION THE@TER GENERATION 11 UNION!!              | 765 MILLION ALLSTARS | 「UNION!!」 「Welcome!!」 | 遊戲《偶像大師 百萬人演唱會！》相關歌曲         |
| 10月24日 | THE IDOLM@STER THE@TER BOOST 02                                   | 櫻守歌織（香里有佐）、最上靜香（田所梓）、望月杏奈（夏川椎菜）、百瀨莉緒（山口立花子）、宮尾美也（桐谷蝶蝶） | 「」 「DIAMOND DAYS」 | 遊戲《偶像大師 百萬人演唱會！》相關歌曲         |
| 2019年   |                                                                   | | |                                                 |
| 1月23日  |                                                                   | 勇者小队 | 「」 | 電视动画《Endro～！》片头曲                     |
| 1月23日  | 「」                                                              | 勇者小队 | 电视动画《Endro～！》印象曲 |                                                 |
| 2月15日  | （Brand New Ver.）                                                | Sunshine Rhythm | 「（Brand New Ver.）」 | 遊戲《偶像大師 百萬人演唱會！劇場時光》相關歌曲 |
| 4月24日  | THE IDOLM@STER MILLION THE@TER GENERATION 16                      | Pikopiko Planets | 「」 「Get lol! Get lol! SONG」 | 遊戲《偶像大師 百萬人演唱會！劇場時光》相關歌曲 |
| 4月26日  | THE IDOLM@STER THE@TER SOLO COLLECTION 07 ANGEL STARS             | 望月杏奈（夏川椎菜） | 「」 | 遊戲《偶像大師 百萬人演唱會！劇場時光》相關歌曲 |
| 7月24日  | THE IDOLM@STER MILLION THE@TER WAVE 01 Flyers!!!                  | 765 MILLION ALLSTARS | 「Flyers!!!」 | 遊戲《偶像大師 百萬人演唱會！劇場時光》相關歌曲 |
| 8月28日  | THE IDOLM@STER MILLION THE@TER WAVE 02                            | Chrono-Lexica | 「dans l'obscurité」 「」 | 遊戲《偶像大師 百萬人演唱會！劇場時光》相關歌曲 |
| 10月23日 |                                                                   | 環彩羽（麻倉桃）、七海八千代（雨宮天）、由比鶴乃（夏川椎菜）、深月菲莉西亞（佐倉綾音）、二葉紗奈（小倉唯） | 「」 | 遊戲《魔法紀錄 魔法少女小圓外傳》相關歌曲       |
| 2020年   |                                                                   | | |                                                 |
| 1月15日  | 〜告白實行委員會角色歌集〜                                        | mona（夏川椎菜） | 「」 「No.1」 「」 | 《告白實行委員會 ～戀愛系列～》相關作品         |
| 1月18日  | 劇場版 高校艦隊 一週目來場者特典 角色歌序號                       | 岬明乃（夏川椎菜） | 「五感！直感！!!」 | 劇場版動畫《劇場版 高校艦隊》相關作品           |
| 5月10日  | TRINITYAiLE「Aile to Yell」特別版CD                               | TRINITYAiLE | 「Aile to Yell」 | 《IDOLY PRIDE》 相關歌曲                        |
| 8月26日  | THE IDOLM@STER MILLION THE@TER WAVE 10 Glow Map                   | 765 MILLION ALLSTARS | 「Glow Map」 | 遊戲《偶像大師 百萬人演唱會！劇場時光》相關歌曲 |
| 10月21日 | feat.成海聖奈×成海萌奈/-another story- feat.成海聖奈              | HoneyWorks feat. 成海聖奈（雨宮天）、成海萌奈（夏川椎菜） | 「」 | 遊戲《HoneyWorks Premium Live》相關歌曲         |
| 2021年   |                                                                   | | |                                                 |
| 7月28日  | THE IDOLM@STER MILLION THE@TER SEASON Harmony 4 You               | 765 MILLION ALLSTARS | 「Harmony 4 You」 「EVERYDAY STARS!!」 | 遊戲《偶像大師 百萬人演唱會！劇場時光》相關歌曲 |
| 8月25日  |                                                                   | mona（夏川椎菜） | 「」 「」 「」 「」 「」 「」 「」 | 《告白實行委員會 ～戀愛系列～》相關作品         |
| 12月22日 | IDOLY PRIDE Collection Album [約束]                               | TRINITYAiLE | 「les plumes」 「lumière」 | 《IDOLY PRIDE》相關歌曲                         |
| 2022年   |                                                                   | | |                                                 |
| 2月12日  | THE IDOLM@STER LIVE THE@TER SOLO COLLECTION 09 Angel Stars        | 望月杏奈（夏川椎菜） | 「Get lol! Get lol! SONG」 | 遊戲《偶像大師 百萬人演唱會！劇場時光》相關歌曲 |

## 書籍
| 發售日         | 標題 | 國際書碼               |
| -------------- | ---- | ---------------------- |
| 2016年10月26日 |      | ISBN 978-4-07-416516-2 |
| 2019年2月20日  |      | ISBN 978-4-07-434187-0 |
| 2020年8月28日  |      | ISBN 978-4-78-973694-7 |
| 2020年12月18日 |      | ISBN 978-4-07-442413-9 |

### 组合成员
1. 1 2  天海春香（中村繪里子）、春日未來（山崎遙）、如月千早（今井麻美）、木下日向（田村奈央）、四條貴音（原由實）、茱莉亞（愛美）、高山紗代子（駒形友梨）、田中琴葉（種田梨沙）、天空橋朋花（小岩井小鳥）、箱崎星梨花（麻倉桃）、松田亞利沙（村川梨衣）、三浦梓（高橋智秋）、水瀨伊織（釘宮理惠）、最上靜香（田所梓）、望月杏奈（夏川椎菜）、矢吹可奈（木戶衣吹）、艾蜜莉·司徒亞特（郁原由宇）、大神環（稻川英里）、我那霸響（沼倉愛美）、菊地真（平田宏美）、北上麗花（平山笑美）、高坂海美（上田麗奈）、佐竹美奈子（大關英里）、島原艾琳娜（角元明日香）、高槻彌生（仁後真耶子）、永吉昴（齊藤佑圭）、野野原茜（小笠原早紀）、馬場木實（高橋未奈美）、福田法子（濱崎奈奈）、舞濱步（戶田惠）、真壁瑞希（阿部里果）、百瀨莉緒（山口立花子）、橫山奈緒（渡部優衣）、秋月律子（若林直美）、伊吹翼（Machico）、北澤志保（雨宫天）、篠宮可憐（近藤唯）、周防桃子（渡部惠子）、德川茉莉（諏訪彩花）、所惠美（藤井幸代）、豐川風花（末柄里惠）、中谷育（原嶋燈）、七尾百合子（伊藤美來）、二階堂千鶴（野村香菜子）、萩原雪步（淺倉杏美）、ROCO（中村溫姬）、雙海亞美／真美（下田麻美）、星井美希（長谷川明子）、宮尾美也（桐谷蝶蝶）
2. ↑  春日未來（山崎遙）、木下日向（田村奈央）、茱莉亞（愛美）、高山紗代子（駒形友梨）、田中琴葉（種田梨沙）、天空橋朋花（小岩井小鳥）、箱崎星梨花（麻倉桃）、松田亞利沙（村川梨衣）、最上靜香（田所梓）、望月杏奈（夏川椎菜）、矢吹可奈（木戶衣吹）、艾蜜莉·司徒亞特（郁原由宇）、大神環（稻川英里）、北上麗花（平山笑美）、高坂海美（上田麗奈）、佐竹美奈子（大關英里）、島原艾琳娜（角元明日香）、永吉昴（齊藤佑圭）、野野原茜（小笠原早紀）、馬場木實（高橋未奈美）、福田法子（濱崎奈奈）、舞濱步（戶田惠）、真壁瑞希（阿部里果）、百瀨莉緒（山口立花子）、橫山奈緒（渡部優衣）、伊吹翼（Machico）、北澤志保（雨宫天）、篠宮可憐（近藤唯）、周防桃子（渡部惠子）、德川茉莉（諏訪彩花）、所惠美（藤井幸代）、豐川風花（末柄里惠）、中谷育（原嶋燈）、七尾百合子（伊藤美來）、二階堂千鶴（野村香菜子）、ROCO（中村溫姬）、宮尾美也（桐谷蝶蝶）
3. 1 2  倉石蒲公英（井澤詩織）、飾鈴（麻倉桃）、宇津木環那（夏川椎菜）、目野輪冥（飯田友子）、桂虎徹（日岡夏美）
4. ↑  春日未來（山崎遙）、伊吹翼（Machico）、七尾百合子（伊藤美來）、真壁瑞希（阿部里果）、望月杏奈（夏川椎菜）
5. ↑  天海春香（中村繪里子）、如月千早（今井麻美）、星井美希（長谷川明子）、萩原雪步（淺倉杏美）、高槻彌生（仁後真耶子）、菊地真（平田宏美）、水瀨伊織（釘宮理惠）、四條貴音（原由實）、秋月律子（若林直美）、三浦梓（高橋智秋）、雙海亞美／真美（下田麻美）、我那霸響（沼倉愛美）、春日未來（山崎遙）、最上靜香（田所梓）、伊吹翼（Machico）、島原艾琳娜（角元明日香）、佐竹美奈子（大關英里）、所惠美（藤井幸代）、德川茉莉（諏訪彩花）、箱崎星梨花（麻倉桃）、野野原茜（小笠原早紀）、望月杏奈（夏川椎菜）、ROCO（中村溫姬）、七尾百合子（伊藤美來）、高山紗代子（駒形友梨）、松田亞利沙（村川梨衣）、高坂海美（上田麗奈）、中谷育（原嶋燈）、天空橋朋花（小岩井小鳥）、艾蜜莉·司徒亞特（郁原由宇）、北澤志保（雨宫天）、舞濱步（戶田惠）、木下日向（田村奈央）、矢吹可奈（木戶衣吹）、橫山奈緒（渡部優衣）、二階堂千鶴（野村香菜子）、馬場木實（高橋未奈美）、大神環（稻川英里）、豐川風花（末柄里惠）、宮尾美也（桐谷蝶蝶）、福田法子（濱崎奈奈）、真壁瑞希（阿部里果）、篠宮可憐（近藤唯）、百瀨莉緒（山口立花子）、永吉昴（齊藤佑圭）、北上麗花（平山笑美）、周防桃子（渡部惠子）、茱莉亞（愛美）、白石紬（南早紀）、櫻守歌織（香里有佐）
6. 1 2 3 4 5 6  天海春香（中村繪里子）、如月千早（今井麻美）、星井美希（長谷川明子）、萩原雪步（淺倉杏美）、高槻彌生（仁後真耶子）、菊地真（平田宏美）、水瀨伊織（釘宮理惠）、四條貴音（原由實）、秋月律子（若林直美）、三浦梓（高橋智秋）、雙海亞美／真美（下田麻美）、我那霸響（沼倉愛美）、春日未來（山崎遙）、最上靜香（田所梓）、伊吹翼（Machico）、田中琴葉（種田梨沙）、島原艾琳娜（角元明日香）、佐竹美奈子（大關英里）、所惠美（藤井幸代）、德川茉莉（諏訪彩花）、箱崎星梨花（麻倉桃）、野野原茜（小笠原早紀）、望月杏奈（夏川椎菜）、ROCO（中村溫姬）、七尾百合子（伊藤美來）、高山紗代子（駒形友梨）、松田亞利沙（村川梨衣）、高坂海美（上田麗奈）、中谷育（原嶋燈）、天空橋朋花（小岩井小鳥）、艾蜜莉·司徒亞特（郁原由宇）、北澤志保（雨宫天）、舞濱步（戶田惠）、木下日向（田村奈央）、矢吹可奈（木戶衣吹）、橫山奈緒（渡部優衣）、二階堂千鶴（野村香菜子）、馬場木實（高橋未奈美）、大神環（稻川英里）、豐川風花（末柄里惠）、宮尾美也（桐谷蝶蝶）、福田法子（濱崎奈奈）、真壁瑞希（阿部里果）、篠宮可憐（近藤唯）、百瀨莉緒（山口立花子）、永吉昴（齊藤佑圭）、北上麗花（平山笑美）、周防桃子（渡部惠子）、茱莉亞（愛美）、白石紬（南早紀）、櫻守歌織（香里有佐）
7. ↑  伊吹翼（Machico）、箱崎星梨花（麻倉桃）、櫻守歌織（香里有佐）、北上麗花（平山笑美）、望月杏奈（夏川椎菜）
8. ↑  星井美希（長谷川明子）、高槻彌生（仁後真耶子）、雙海亞美／真美（下田麻美）、三浦梓（高橋智秋）、伊吹翼（Machico）、大神環（稻川英里）、北上麗花（平山笑美）、木下日向（田村奈央）、櫻守歌織（香里有佐）、篠宮可憐（近藤唯）、島原艾琳娜（角元明日香）、豐川風花（末柄里惠）、野野原茜（小笠原早紀）、箱崎星梨花（麻倉桃）、馬場木實（高橋未奈美）、宮尾美也（桐谷蝶蝶）、望月杏奈（夏川椎菜）
9. ↑  尤夏（赤尾光）、赛拉（夏川椎菜）、法伊（小澤亞李）、梅依（水瀨祈）
10. ↑  伊吹翼（Machico）、艾蜜莉·司徒亞特（郁原由宇）、木下日向（田村奈央）、佐竹美奈子（大關英里）、島原艾琳娜（角元明日香）、中谷育（原嶋燈）、福田法子（濱崎奈奈）、望月杏奈（夏川椎菜）、百瀨莉緒（山口立花子）、矢吹可奈（木戶衣吹）、橫山奈緒（渡部優衣）、ROCO（中村溫姬）、櫻守歌織（香里有佐）
11. ↑  木下日向（田村奈央）、箱崎星梨花（麻倉桃）、大神環（稻川英里）、望月杏奈（夏川椎菜）
12. ↑  七尾百合子（伊藤美來）、永吉昴（齊藤佑圭）、真壁瑞希（阿部里果）、望月杏奈（夏川椎菜）、ROCO（中村溫姬）
13. 1 2  天動瑠依（雨宮天）、鈴村優（麻倉桃）、奥山すみれ（夏川椎菜）

## 外部連結
- 所属事务所个人资料 （页面存档备份，存于）（日語）
- 夏川椎菜 | SonyMusic （页面存档备份，存于）（日語）
- 夏川椎菜オフィシャルブログ「ナンス・アポン・ア・タイム！」 （页面存档备份，存于）（日語）
- 夏川椎菜官方YouTube （页面存档备份，存于）（日語）
- 夏川椎菜的X（前Twitter） （日語）